# Hyundai Nexo
La Hyundai Nexo è un'autovettura a idrogeno prodotta dalla casa automobilistica sudcoreana Hyundai dal 2018.

## Caratteristiche

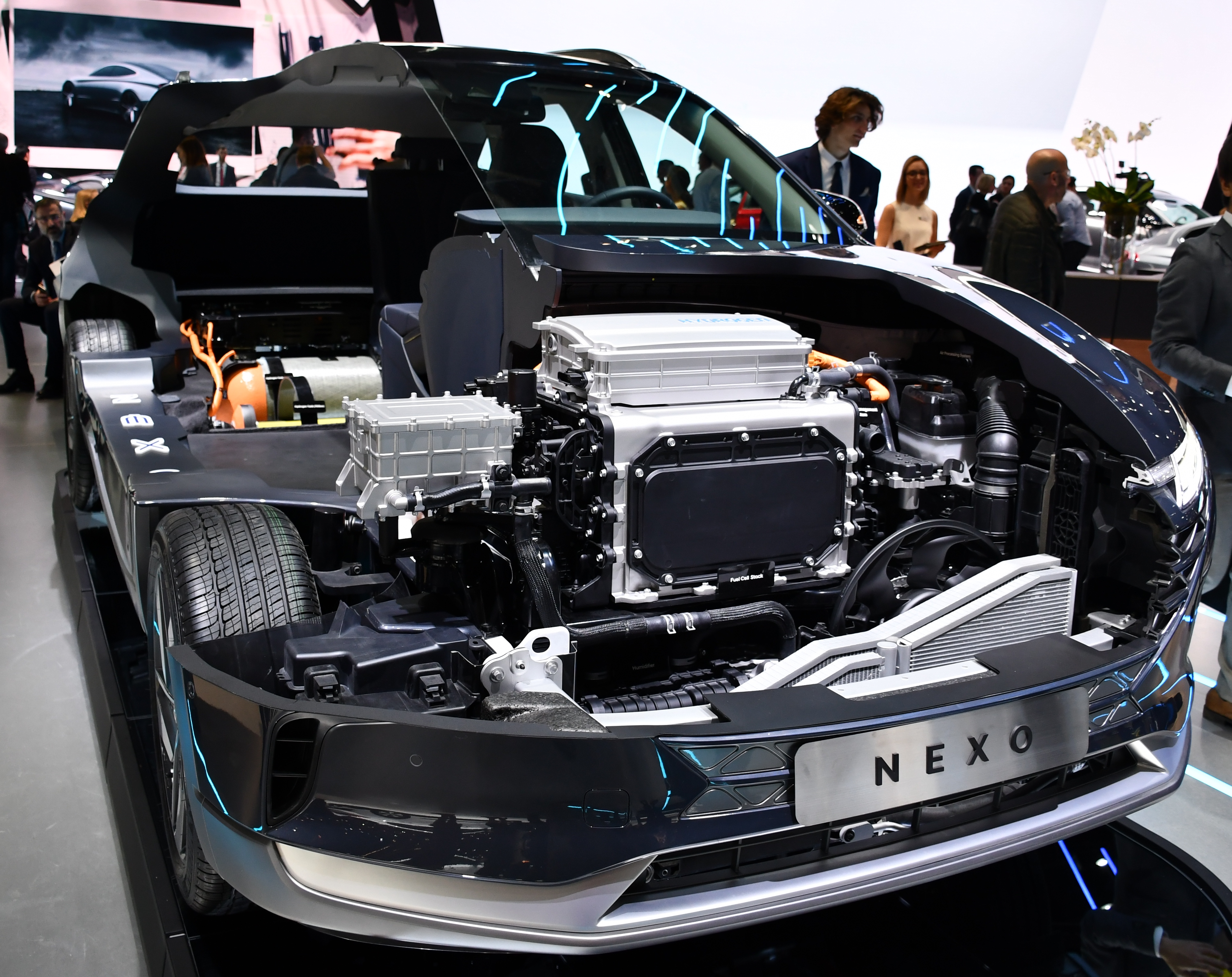
Spaccato della scocca di una Nexo; si notino a destra in primo piano il motore elettrico con le cella a combustibile e a sinistra le bombole ad idrogeno

La Nexo è un veicolo ad idrogeno con carrozzeria del tipo una crossover SUV alimentato con celle a combustibile a idrogeno che è stato presentata in anteprima al Consumer Electronics Show l'8 gennaio 2018. Creata per sostituire la Hyundai Tucson FCEV, a differenza di quest'ultima che utilizzava una versione fortemente modificata della piattaforma delle normali Tucson, la Nexo utilizza una piattaforma appositamente costruita per la realizzazione di veicoli ad idrogeno. La Nexo ha un motore elettrico che sviluppa 163 CV di potenza e 400 Nm di coppia contro 135 CV e 300 Nm della precedente Tucson FCEV. È dotata di tre serbatoi di carburante con una capacità totale di 156 litri e 6,3 kg maggiore rispetto ai 140 litri e 5,6 kg del modello precedente, che sono alloggiate sotto il pianale nella zona del vano bagagli, riducendone la capienza a soli 461 litri. La Nexo ha un'autonomia dichiarata con un pieno d'idrogeno tra i 666 e i 778 km. Inoltre sulla vettura è stato sperimentato con successo un sistema di guida autonoma di livello 4, che è stato testato in Corea del Sud nella tratta da Seoul a Pyeongchang.
La vettura inoltre presenta un design esterno che richiama alcuni elementi stilistici della Hyundai Kona, con i fari diurni a LED dalla forma sottile e allungata che si sviluppano orizzontalmente seguendo la parte inferiore del cofano e i proiettori principali anabbaglianti e di profondità posti accanto alla griglia frontale. Il veicolo è dotato di un avanzato sistema di purificazione dell'aria che rimuove il 99,9% delle polveri sottili PM 2,5 contenute nell'aria, utilizzando un processo di filtrazione in tre fasi.

## Riconoscimenti
- Red Dot Design Award 2018[11]